# Коротконогие тритоны
Коротконогие тритоны (лат. Pachytriton) — род тритонов из семейства настоящих саламандр (лат. Salamandridae) отряда хвостатых земноводных. Первоначально считалось, что данный род близок к Euproctus, однако к ходе молекулярных исследований выяснилась его близость к восточноазиатских и бородавчатым тритонам.

## Ареал
Юго-восточные провинции Китая.

## Описание
Представители данного рода имеют гладкую кожу без выдающегося спинного хребта. Хвост сплюснут с боков. Череп длинный и широкий.

## Виды
7 видов:
- Pachytriton archospotus Shen, Shen, and Mo, 2008
- Pachytriton brevipes (Sauvage, 1876)
- Pachytriton changi Nishikawa, Matsui, and Jiang, 2012
- Pachytriton feii Nishikawa, Jiang, and Matsui, 2011
- Pachytriton granulosus Chang, 1933
- Pachytriton inexpectatus Nishikawa, Jiang, Matsui, and Mo, 2011
- Pachytriton moi Nishikawa, Jiang, and Matsui, 2011